# Тур Швейцарии 1971
35-я гонка Тура Швейцарии — шоссейная многодневная велогонка по дорогам Швейцарии. Гонка проводилась с 11 по 18 июня 1971 года. Победу одержал бельгийский велогонщик Жорж Пинтенс.

## Маршрут
Гонка состояла из 10 этапов общей протяженностью 1319,1 километра.
| Этап | Дата   | Маршрут                   | type                    | Длина (км) | Победитель         | Лидер генеральной классификации |
| ---- | ------ | ------------------------- | ----------------------- | ---------- | ------------------ | ------------------------------- |
| 1    | 11 июн | Цюрих – Цуг               |                         | 167        | Арнальдо Каверцази | Арнальдо Каверцази              |
| 2    | 12 июн | Цуг – Валенштадт          |                         | 150        | Жорж Пинтенс       | Арнальдо Каверцази              |
| 3    | 13 июн | Валенштадт – Ленцерхайде  |                         | 91         | Роже Де Вламинк    | Арнальдо Каверцази              |
| 4    | 13 июн | Вац – Ленцерхайде         | индивидуальная разделка | 7          | Луис Пфеннингер    | Луис Пфеннингер                 |
| 5    | 14 июн | Ленцерхайде – Беллинцона  |                         | 175        | Альберт Фриц       | Луис Пфеннингер                 |
| 6    | 15 июн | Kerzers – Вийяр-сюр-Оллон |                         | 189,5      | Уго Коломбо        | Жорж Пинтенс                    |
| 7    | 16 июн | Вийяр-сюр-Оллон – Лис     |                         | 196        | Гербен Карстенс    | Жорж Пинтенс                    |
| 8    | 17 июн | Лис – Фрик                |                         | 209        | Ян Крекелс         | Жорж Пинтенс                    |
| 9    | 18 июн | Фрик – Ольтен             |                         | 110        | Альберт Фриц       | Жорж Пинтенс                    |
| 10   | 18 июн | Ольтен – Ольтен           | индивидуальная разделка | 24,6       | Луис Пфеннингер    | Жорж Пинтенс                    |

## Итоговое положение
| \| Генеральная классификация \| Генеральная классификация \| Генеральная классификация \| Генеральная классификация \| Генеральная классификация \| \| Гонщик \| Гонщик \| Команда \| Время \| \| \| ------------------------- \| ------------------------- \| ------------------------- \| ------------------------- \| ------------------------- \| \| 1-й \| Жорж Пинтенс \| Hertekamp-Magniflex \| 34ч 05' 30 \| \| \| 2-й \| Луис Пфеннингер \| \| + 42 \| \| \| 3-й \| Уго Коломбо \| Filotex \| + 56 \| \| \| 4-й \| Роже Де Вламинк \| Flandria-Mars \| + 1' 16 \| \| \| 5-й \| Арнальдо Каверцази \| Filotex \| + 2' 12 \| \| \| 6-й \| Андре Попп \| \| + 3' 57 \| \| \| 7-й \| Edward Janssens \| Flandria-Mars \| + 5' 53 \| \| \| 8-й \| Бернар Вифиан \| \| + 6' 34 \| \| \| 9-й \| Вилли Ван Несте \| Flandria-Mars \| + 7' 01 \| \| \| 10-й \| Джованни Кавальканти \| Filotex \| + 7' 28 \| \| |                      |                     |            |
| |                      |                     |            |
| |                      |                     |            |
| Генеральная классификация |                      |                     |            |
| Гонщик | Гонщик               | Команда             | Время      |
| 1-й | Жорж Пинтенс         | Hertekamp-Magniflex | 34ч 05' 30 |
| 2-й | Луис Пфеннингер      |                     | + 42       |
| 3-й | Уго Коломбо          | Filotex             | + 56       |
| 4-й | Роже Де Вламинк      | Flandria-Mars       | + 1' 16    |
| 5-й | Арнальдо Каверцази   | Filotex             | + 2' 12    |
| 6-й | Андре Попп           |                     | + 3' 57    |
| 7-й | Edward Janssens      | Flandria-Mars       | + 5' 53    |
| 8-й | Бернар Вифиан        |                     | + 6' 34    |
| 9-й | Вилли Ван Несте      | Flandria-Mars       | + 7' 01    |
| 10-й | Джованни Кавальканти | Filotex             | + 7' 28    |

| Очковая классификация | Очковая классификация | Очковая классификация | Очковая классификация | Очковая классификация |
| Гонщик                | Гонщик                | Команда               | Очки                  |                       |
| --------------------- | --------------------- | --------------------- | --------------------- | --------------------- |
| 1-й                   | Роже Де Вламинк       | Flandria-Mars         | 225 очков             |                       |
| 2-й                   | Жорж Пинтенс          | Hertekamp-Magniflex   | 166 очков             |                       |
| 3-й                   | Гербен Карстенс       | Goudsmit-Hoff         | 160 очков             |                       |

| Очковая классификация | Очковая классификация | Очковая классификация | Очковая классификация | Очковая классификация |
| Гонщик                | Гонщик                | Команда               | Очки                  |                       |
| --------------------- | --------------------- | --------------------- | --------------------- | --------------------- |
| 1-й                   | Роже Де Вламинк       | Flandria-Mars         | 225 очков             |                       |
| 2-й                   | Жорж Пинтенс          | Hertekamp-Magniflex   | 166 очков             |                       |
| 3-й                   | Гербен Карстенс       | Goudsmit-Hoff         | 160 очков             |                       |

| Горная классификация | Горная классификация | Горная классификация | Горная классификация | Горная классификация |
| Гонщик               | Гонщик               | Команда              | Очки                 |                      |
| -------------------- | -------------------- | -------------------- | -------------------- | -------------------- |
| 1-й                  | Луис Пфеннингер      |                      | 37 очков             |                      |
| 2-й                  | Жорж Пинтенс         | Hertekamp-Magniflex  | 26 очков             |                      |
| 3-й                  | Роже Де Вламинк      | Flandria-Mars        | 24 очков             |                      |

| Горная классификация | Горная классификация | Горная классификация | Горная классификация | Горная классификация |
| Гонщик               | Гонщик               | Команда              | Очки                 |                      |
| -------------------- | -------------------- | -------------------- | -------------------- | -------------------- |
| 1-й                  | Луис Пфеннингер      |                      | 37 очков             |                      |
| 2-й                  | Жорж Пинтенс         | Hertekamp-Magniflex  | 26 очков             |                      |
| 3-й                  | Роже Де Вламинк      | Flandria-Mars        | 24 очков             |                      |

| Командная классификация по времени | Командная классификация по времени | Командная классификация по времени | Командная классификация по времени |
| Команда                            | Команда                            | Время                              |                                    |
| ---------------------------------- | ---------------------------------- | ---------------------------------- | ---------------------------------- |
| 1-й                                | Filotex                            | 105ч 46' 34                        |                                    |
| 2-й                                | Flandria-Mars                      | + 2' 21                            |                                    |
| 3-й                                | Goudsmit-Hoff                      | + 4' 08                            |                                    |